# Punto fijo

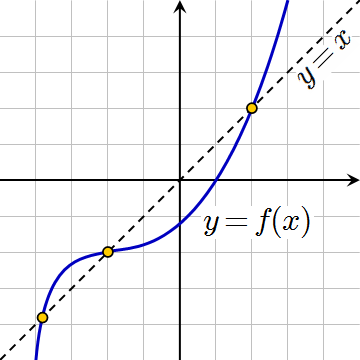
Una función con tres puntos fijos

En matemáticas, un punto fijo de una función es un punto cuya imagen producida por la función es él mismo. Es decir, x es un punto fijo de la función f si y sólo si {\displaystyle f(x)=x}.
Por ejemplo:
1) Si f está definida sobre los números reales como
{\displaystyle f(x)=x^{2},}
entonces 0 y 1 son los puntos fijos de f, porque f(0) = 0 y f(1) = 1.
2) Si f está definida sobre los números reales como
{\displaystyle f(x)=x^{2}-3x+4,}
entonces 2 es un punto fijo de f, porque f(2) = 2, y, además, es el único.
No todas las funciones tienen puntos fijos. Por ejemplo, si f es una función definida sobre los números reales como {\displaystyle f(x)=x+1}, entonces f no tiene ningún punto fijo, ya que x no es nunca igual a x + 1 para ningún número real. En términos gráficos, y en el dominio de los reales, que x sea un punto fijo significa que el punto {\displaystyle (x,f(x))} pertenece a la recta {\displaystyle y=x}, o en otras palabras la gráfica de f tiene un punto en común con esa recta. El ejemplo {\displaystyle f(x)=x+1} es un caso donde la gráfica de f y la recta y=x son rectas paralelas.
Puede verse fácilmente que para la función {\displaystyle f(x)=x} todos los puntos del dominio son puntos fijos.
Los puntos que vuelven al mismo valor después de un número finito de iteraciones de la función se conocen como puntos periódicos; un punto fijo es un punto periódico con periodo igual a 1.

## Puntos fijos atractivos

La iteración de punto fijo x_{n+1 } = cos x_{n} con el valor inicial x_{ 1 } = -1.

Un punto fijo atractivo de una función f es un punto fijo {\displaystyle x_{0}} de f tal que para cualquier valor de x en el dominio que es bastante cercano a {\displaystyle x_{0}}, la sucesión obtenida iterando la función
{\displaystyle x,\ f(x),\ f(f(x)),\ f(f(f(x))),\dots }
converge a {\displaystyle x_{0}}. Cuán cerca es "bastante cerca" es a veces una cuestión sutil.
La función coseno natural ("natural" significa en radianes, no grados u otras unidades) tiene exactamente un punto fijo atractivo. En este caso "bastante cerca" no es nada restrictivo, para verlo se puede empezar con cualquier número real y pulsar repetidamente la tecla "cos" de la calculadora. El resultado converge rápidamente a 0,73908513, que es un punto fijo. Aquí es donde la gráfica de la función coseno interseca a la recta {\displaystyle y=x}.
No todos los puntos fijos son atractivos: por ejemplo, {\displaystyle x=0} es un punto fijo de la función {\displaystyle f(x)=2x}, pero la iteración de esta función para cualquier punto distinto de cero diverge rápidamente. Ahora bien, si la función es continuamente derivable en un entorno abierto del punto fijo {\displaystyle x_{0}}, y {\displaystyle |f\,'(x_{0})|<1}, entonces la atracción está garantizada.
Los puntos fijos atractivos son un caso especial de atractores, que es un concepto matemático más amplio (que el de punto fijo atractivo).
Se dice que un punto fijo atractivo es un punto fijo estable si es también Lyapunov estable.
Se dice que un punto fijo estable es neutralmente estable si es Lyapunov estable pero no atrayente. El centro de una ecuación diferencial lineal homogénea de segundo orden es un ejemplo de un punto fijo neutralmente estable.

## Un ejemplo interesante
Siguiendo el primer capítulo del libro de Sternberg, podemos redactar el resumen del método para calcular los puntos fijos de una función dada {\displaystyle g(x)} y también descubrir sus propiedades de estabilidad.
```
   1. Dado 

  

    

      

        
f

        
(

        
x

        
)

        
=

        
0

      

    

    
{\displaystyle f(x)=0}

  

, se puede reescribir como 

  

    

      

        
f

        
(

        
x

        
)

        
+

        
x

        
=

        
x

      

    

    
{\displaystyle f(x)+x=x}

  

. Establecer 

  

    

      

        
g

        
(

        
x

        
)

        
=

        
f

        
(

        
x

        
)

        
+

        
x

        
.

      

    

    
{\displaystyle g(x)=f(x)+x.}

  

   2. Resuelva 

  

    

      

        
f

        
(

        
x

        
)

        
=

        
0

      

    

    
{\displaystyle f(x)=0}

  

 para obtener los puntos fijos 

  

    

      

        

          
x

          

            
i

          

        

      

    

    
{\displaystyle x_{i}}

  

 de 

  

    

      

        
g

        
(

        
x

        
)

      

    

    
{\displaystyle g(x)}

  

.
   3. Calcular todos los valores de 

  

    

      

        

          
|

        

        

          
g

          
′

        

        
(

        

          
x

          

            
i

          

        

        
)

        

          
|

        

      

    

    
{\displaystyle |g'(x_{i})|}

  

 y ver cuál es mayor que 1, menor que 1 o igual a cero.
   4. Los 

  

    

      

        

          
x

          

            
i

          

        

      

    

    
{\displaystyle x_{i}}

  

 que son mayores que 1 son inestables, los que son menores que 1 son estables y los que son iguales a cero son superestables.
```

Un ejemplo más limpio es el siguiente:
```
   1. Considere 

  

    

      

        
f

        
(

        
x

        
)

        
=

        
(

        
x

        
−

        
1

        
)

        
⋅

        
(

        
x

        
−

        
2

        
)

        
⋅

        
(

        
x

        
−

        
3

        
)

      

    

    
{\displaystyle f(x)=(x-1)\cdot (x-2)\cdot (x-3)}

  

.
   2. Crea 

  

    

      

        
g

        
(

        
x

        
)

        
=

        
f

        
(

        
x

        
)

        
+

        
x

        
=

        
(

        
x

        
−

        
1

        
)

        
⋅

        
(

        
x

        
−

        
2

        
)

        
⋅

        
(

        
x

        
−

        
3

        
)

        
+

        
x

      

    

    
{\displaystyle g(x)=f(x)+x=(x-1)\cdot (x-2)\cdot (x-3)+x}

  

.
   3. 

  

    

      

        
f

        
(

        
x

        
)

        
=

        
0

      

    

    
{\displaystyle f(x)=0}

  

 tiene soluciones 

  

    

      

        
(

        

          
x

          

            
1

          

        

        
,

        

          
x

          

            
2

          

        

        
,

        

          
x

          

            
3

          

        

        
)

        
=

        
(

        
1

        
,

        
2

        
,

        
3

        
)

      

    

    
{\displaystyle (x_{1},x_{2},x_{3})=(1,2,3)}

  

   4. 

  

    

      

        

          
g

          
′

        

        
(

        
x

        
)

        
=

        
(

        
x

        
−

        
3

        
)

        
⋅

        
(

        
x

        
−

        
2

        
)

        
+

        
(

        
x

        
−

        
3

        
)

        
⋅

        
(

        
x

        
−

        
1

        
)

        
+

        
(

        
x

        
−

        
2

        
)

        
⋅

        
(

        
x

        
−

        
1

        
)

        
+

        
1

      

    

    
{\displaystyle g'(x)=(x-3)\cdot (x-2)+(x-3)\cdot (x-1)+(x-2)\cdot (x-1)+1}

  

.
   5. 

  

    

      

        

          
|

        

        

          
g

          
′

        

        
(

        

          
x

          

            
1

          

        

        
)

        

          
|

        

        
=

        
3

        
>

        
1

      

    

    
{\displaystyle |g'(x_{1})|=3>1}

  

 (

  

    

      

        

          
x

          

            
1

          

        

      

    

    
{\displaystyle x_{1}}

  

 es inestable), 

  

    

      

        

          
|

        

        

          
g

          
′

        

        
(

        

          
x

          

            
2

          

        

        
)

        

          
|

        

        
=

        
0

      

    

    
{\displaystyle |g'(x_{2})|=0}

  

 (

  

    

      

        

          
x

          

            
2

          

        

      

    

    
{\displaystyle x_{2}}

  

 es superestable), 

  

    

      

        

          
|

        

        

          
g

          
′

        

        
(

        

          
x

          

            
3

          

        

        
)

        

          
|

        

        
=

        
3

        
>

        
1

      

    

    
{\displaystyle |g'(x_{3})|=3>1}

  

 (

  

    

      

        

          
x

          

            
3

          

        

      

    

    
{\displaystyle x_{3}}

  

 es inestable).
```

Demostración del ejemplo sugerido. Entonces, si uno comienza la iteración con cualquier punto en {\displaystyle (1,3)}, la iteración converge a {\displaystyle 2}. Para cualquier punto inicial en {\displaystyle \left(-\infty ,1\right)\cup \left(3,\infty \right)} la iteración diverge a infinito positivo o negativo.

## Teoremas de puntos fijos
Hay numerosos teoremas en diferentes partes de las matemáticas que garantizan a las funciones, si cumplen ciertas condiciones, tener al menos un punto fijo.

## Aplicaciones
En muchos campos, "equilibrio" o "estabilidad" son conceptos fundamentales que pueden ser descritos en términos de puntos fijos. Por ejemplo, en economía, un Equilibrio de Nash de un juego es un punto fijo de la mejor respuesta posible de todos los jugadores.
En compiladores, computaciones de puntos fijos son usados para todo un análisis de programa, que suelen ser usados para la optimización de código.[cita requerida]